# Diguvamarampalli, Srinivaspur
Diguvamarampalli là một làng thuộc tehsil Srinivaspur, huyện Kolar, bang Karnataka, Ấn Độ.